# Bradipnea
La bradipnea consiste en un descenso de la frecuencia respiratoria por debajo de los valores normales (FR< 12 rpm). Se considera normal en adultos en reposo una frecuencia respiratoria de entre 12 y 18 ventilaciones por minuto, mientras que en niños suele ser mayor (de 15 a 35rpm), recién nacidos entre 30 y 80 rpm, donde ventilación se entiende como el complejo inspiración-espiración.